# 高橋斗亜
高橋 斗亜（たかはし とあ、1998年2月2日 - ）は、日本の元俳優。ホリプロ・インプルーブメント・アカデミーに所属していた 。
現在は、
アマチュアメタルコアバンド
「INSIDE HOPE」のボーカリストとしての活動やYouTubeに動画を載せている。登録者は1680人

## 出演

### テレビドラマ
- ギャルサー（2006年、日本テレビ）
- 八重の桜（2013年、NHK）
- 弱くても勝てます〜青志先生とへっぽこ高校球児の野望〜（2014年4月12日 - 6月21日、日本テレビ） - 土井孝則 役
- お家さん（2014年5月9日、読売テレビ） - 丁稚 役
- 新・刑事吉永誠一 第7話（2014年11月28日、テレビ東京） - 高校生 役

### バラエティ
- ロボつく（2008年10月3日 - 2009年9月20日、テレビ東京）
- 痛快TV スカッとジャパン～SP～　おばあちゃんの五千円（2015年7月20日　フジテレビ）

### 映画
- 謝罪の王様（2013年9月28日、東宝） - 兵士 役

### CM
- サンヨー食品、サッポロ一番
- ポケモンパルシティ
- マツモトキヨシ
- 進研ゼミ中学講座、高校受験のコツ編

### 自主制作CD
- "Despaired" 2019,6,20release